# Helmholtz Institute Ulm
El Instituto Helmholtz de Ulm (HIU) lleva a cabo investigación y desarrollo en el área de conceptos para baterías electroquímicas.
Base
El instituto se estableció en enero de 2011 como "Centro Nacional de Excelencia" para la investigación fundamental orientada a la aplicación en el área de las baterías. Al ser parte de la Asociación Helmholtz, fue fundado conjuntamente por el Instituto de Tecnología de Karlsruhe (KIT), la Universidad de Ulm, y otros dos socios asociados, el Centro Aeroespacial Alemán DLR de Stuttgart, que también es miembro de la Asociación Helmholtz, y el Centro para la Investigación de Energía Solar e Hidrógeno Baden-Württemberg (ZSW), Ulm. El Instituto Helmholtz de Ulm cuenta con el apoyo del Instituto de Tecnología de Karlsruhe (KIT). El nuevo edificio del instituto, que se inauguró en octubre de 2014, está ubicado en el campus de la Universidad de Ulm y tiene capacidad para unos 120 empleados.
Investigación
HIU aborda cuestiones fundamentales relacionadas con los sistemas de almacenamiento electroquímico y, sobre esta base, desarrolla materiales y conceptos de celdas completamente nuevos. El objetivo de HIU es desarrollar dispositivos de almacenamiento de energía electroquímica sostenibles de la próxima generación, es decir, sistemas de almacenamiento que almacenen más energía y sean más eficientes, livianos, duraderos, seguros y menos costosos que los sistemas convencionales. Baterías de este tipo son una respuesta a la urgente demanda de mejores sistemas de almacenamiento para dispositivos eléctricos portátiles y vehículos eléctricos y contribuyen, además, a solucionar el problema de la disponibilidad fluctuante de las fuentes de energía renovable.
Para poder lograr los objetivos anteriores, HIU reúne bajo su techo el conocimiento experto de cuatro organizaciones de investigación líderes. Las habilidades de los socios involucrados cubren casi todas las áreas de investigación de baterías.
Se considera que KIT es líder en el desarrollo de conceptos de almacenamiento completamente nuevos y en la síntesis y análisis de los electrolitos y materiales de almacenamiento necesarios. Además, KIT cuenta con una experiencia reconocida y utiliza los últimos métodos para la caracterización estructural, química y electroquímica de materiales y celdas, así como para análisis de sistemas generales. Los grupos de la Universidad de Ulm se centran en la investigación de los fundamentos electroquímicos y el modelado de procesos elementales en superficies de electrodos y materiales internos. Durante décadas, ZSW ha estado investigando con éxito aplicaciones de materiales para baterías y, en estrecha colaboración con la industria, desarrolla nuevas celdas y prueba la idoneidad para el uso diario de las baterías. DLR es altamente competente en el desarrollo y aplicación de modelos matemáticos y simulaciones de celdas de batería completas, así como en el desarrollo de sistemas.
Por lo tanto, HIU vincula la investigación fundamental excelente con la aplicación práctica. Junto con la Universidad de Ulm y KIT, HIU amplía además la enseñanza y la promoción de jóvenes talentos para capacitar a jóvenes científicos altamente calificados en el campo estratégicamente relevante de la investigación y la industria de baterías.

## Edificio
El edificio HIU
En una competencia de 2015, el nuevo edificio de HIU, que fue planeado por los arquitectos Nickl & Partner Architekten AG y fue inaugurado en octubre de 2014 después de un período de construcción de dos años, recibió el premio Best 16 Architects en la categoría de Edificios Educativos.
El edificio HIU de 2400 metros cuadrados tiene tres pisos y un sótano completo para albergar a 120 empleados. El edificio de investigación se divide en diferentes tipos de espacio utilizable: el atrio se une hacia el interior con los laboratorios de química y física, y las oficinas se encuentran en los lados exteriores. La planta baja alberga laboratorios adicionales para fines especiales que se iluminan de forma natural a través de paredes de luz del techo o paneles de iluminación aguas arriba. La fachada arquitectónicamente característica del edificio consiste en elementos de chapa perforada cuyos agujeros perforados de diferentes tamaños crean un patrón de interferencias ópticas. Los elementos se pueden plegar frente a las ventanas de la oficina y, por lo tanto, se pueden utilizar como protección solar y pantalla antideslumbrante.